# Fārāb
Fārāb (persiska: فاراب) är en ort i Iran. Den ligger i provinsen Ardabil, i den nordvästra delen av landet, 400 km nordväst om huvudstaden Teheran. Fārāb ligger 1 378 meter över havet och antalet invånare är 650.
Terrängen runt Fārāb är huvudsakligen kuperad, men åt sydväst är den platt. Runt Fārāb är det ganska glesbefolkat, med 38 invånare per kvadratkilometer. Närmaste större samhälle är Gūrān Sarāb, 18,1 km sydost om Fārāb. Trakten runt Fārāb består i huvudsak av gräsmarker.
Medelhavsklimat råder i trakten. Årsmedeltemperaturen i trakten är 14 °C. Den varmaste månaden är augusti, då medeltemperaturen är 28 °C, och den kallaste är januari, med −4 °C. Genomsnittlig årsnederbörd är 575 millimeter. Den regnigaste månaden är november, med i genomsnitt 95 mm nederbörd, och den torraste är september, med 13 mm nederbörd.